# Lincoln Gordon
Abraham Lincoln Gordon, né le 10 septembre 1913 à New York et mort le 19 décembre 2009, est un universitaire et diplomate américain. Il est notamment ambassadeur des États-Unis au Brésil de 1961 à 1966 puis le 9e président de l'université Johns-Hopkins de 1967 à 1971.

## Biographie
Lincoln Gordon a mené une carrière à la fois au gouvernement et dans le milieu universitaire, devenant professeur de relations économiques internationales à l'université Harvard dans les années 1950, avant de tourner son attention vers les affaires étrangères. Après sa démission de la présidence de l'université Johns-Hopkins, il demeure actif dans des organismes telles que la Brookings Institution jusqu'à sa mort.

## Ouvrages
- 1963 : A New Deal for Latin America
- 1979 : Growth Policies and the International Order
- 1981 : Energy Strategies for Developing Nations
- 1987 : Eroding Empire: Western Relations with Eastern Europe
- 2001 : Brazil's Second Chance: En Route toward the First World (Brookings Institution Press).